# Conus nobilis
Espèce
Statut de conservation UICN

 LC  : Préoccupation mineure
Conus nobilis est une espèce de mollusques gastéropodes marins de la famille des Conidae.
Comme toutes les espèces du genre Conus, ces escargots sont prédateurs et venimeux. Ils sont capables de « piquer » les humains et doivent donc être manipulés avec précaution, voire pas du tout.

## Description
La taille d'une coquille adulte varie entre 29 mm et 71 mm. La spire est déprimée, avec des volutions sulculées et finement striées. Les angles de l'épaule sont aigus. La couleur de la coquille est brun jaunâtre ou châtaigne, avec des lignes étroites et tournantes de nombreuses petites taches châtaignes. Toute la surface est irrégulièrement recouverte de grandes taches blanches triangulaires. 

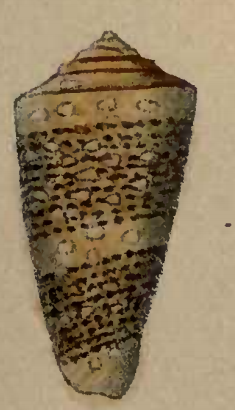
Conus nobilis victor

## Distribution
Cette espèce marine se trouve dans la zone sublittorale|sublittorale et les eaux plus profondes de l'Indo-Pacifique depuis le Sri Lanka, les îles Andaman et les îles Nicobar le long de Sumatra et Java jusqu'à Timor ; le long des îles Marquises.

### Niveau de risque d’extinction de l’espèce
Selon l'analyse de l'UICN réalisée en 2011 pour la définition du niveau de risque d'extinction, cette espèce se trouve le long d'un arc allant du sud-est du Sri Lanka et des îles Andaman et Nicobar à l'extrémité nord jusqu'à Java et Timor à l'est. Elle est localement commune et il n'y a pas de menaces connues. Elle est classée dans la catégorie préoccupation mineure.

## Taxonomie

### Publication originale
L'espèce Conus nobilis a été décrite pour la première fois en 1758 par le naturaliste suédois Carl von Linné dans « la 10e édition du Systema Naturæ »,.

### Synonymes
- Conus (Eugeniconus) nobilis Linnaeus, 1758 · appellation alternative
- Conus nobilis nobilis Linnaeus, 1758 · non accepté
- Eugeniconus nobilis (Linnaeus, 1758) · non accepté
- Eugeniconus nobilis nobilis (Linnaeus, 1758) · non accepté

### Sous-espèces
- Conus nobilis abbai Poppe & Tagaro, 2011, accepté en tant que Conus victor Broderip, 1842
- Conus nobilis bitleri da Motta, 1984, accepté en tant que Conus bitleri da Motta, 1984
- Conus nobilis cordigera G. B. Sowerby II, 1866, accepté en tant que Conus cordigera G. B. Sowerby II, 1866
- Conus nobilis friedae (da Motta, 1991), accepté en tant que Conus friedae (da Motta, 1991)
- Conus nobilis gisellelieae (Parsons, Abbas & Lie, 2020), accepté en tant que Conus gisellelieae (Parsons, Abbas & Lie, 2020)
- Conus nobilis nobilis Linnaeus, 1758, accepté en tant que Conus nobilis Linnaeus, 1758
- Conus nobilis renateae Cailliez, 1993, accepté en tant que Conus renateae Cailliez, 1993
- Conus nobilis skinneri da Motta, 1982, accepté en tant que Conus skinneri da Motta, 1982
- Conus nobilis var. vincoomnes Lichtenstein, 1794, accepté en tant que Conus victor Broderip, 1842
- Conus nobilis victor Broderip, 1842, accepté en tant que Conus victor Broderip, 1842